# Enyalius capetinga
Enyalius capetinga é uma espécie de lagarto endêmica do Cerrado. Pertence à família Leosauridae e é uma das 11 espécies do gênero Enyalius, que também ocorrem no Brasil.
Sua distribuição é conhecida em Brasília (Distrito Federal) e localidades próximas em Minas Gerais e Goiás. Ocorrem principalmente em áreas de mata de galeria, mas podem ser encontrados em áreas próximas de Cerrado sensu strictu e Cerradão.
São animais diurnos, ombrófilos, de hábito semiarborícola, ovíparos e insetívoros, se alimentando principalmente de principalmente grilos, gafanhotos, besouros e formigas.
O corpo é cilíndrico e delgado, com membros e cauda longos, coberto por escamas. O tamanho corporal médio varia de 2,5 a 8 centímetros, e a cauda pode ultrapassar os 20cm. O dorso é marrom ou cinza uniforme e pode apresentar diferentes padrões de cores que podem variar entre os sexos (e também entre as espécies). Essa espécie possui 4 padrões: (1) losangos dorsais ao longo da linha vertebral; (2) círculos laterais amarelos; (3) barras laterais; e (4) listras paravertebrais brancas. Possuem dedos longos, principalmente nas patas traseiras, adaptados para escalar árvores, já que possuem hábito semi-arborícola. Não fazem autotomia caudal.
A estação reprodutiva ocorre de setembro a fevereiro. As ninhadas são geralmente de 4 ovos e os filhotes nascem com cerca de 2,5cm de comprimento corporal. Ainda se sabe pouco sobre a reprodução da espécie.
Apesar de não ser considerado em perigo de extinção pela União Internacional para a Conservação da Natureza (IUCN), as populações de Enyalius capetinga estão todas ameaçadas em diferentes níveis. Tanto as populações localizadas dentro de áreas protegidas, como no Distrito Federal, quanto as localizadas fora dessas áreas (como as de Minas Gerais e Goiás), enfrentam pressões crescentes, como o isolamento completo dessas áreas devido à expansão urbana e à conversão acelerada dos seus habitats naturais em plantações e pastagens, o que intensifica os impactos ecológicos, como incêndios, poluição, mudanças climáticas locais exploração madeireira e introdução de espécies exóticas, além das recentes mudanças no Código Florestal Brasileiro, que reduziram a proteção das matas de galeria, deixando estes animais mais vulneráveis.

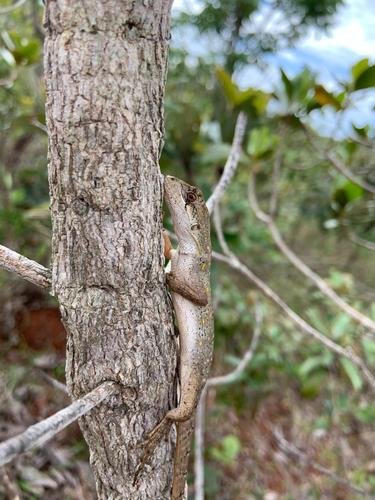

## Etimologia
O epíteto específico desta espécie é uma palavra em português que faz referência ao Riacho Capetinga, situado na Fazenda Água Limpa, propriedade da Universidade de Brasília. A palavra "Capetinga" é formada pela junção dos termos em tupinambá (tupi-guarani) "kapi" (capim) e "tinga" (seco/branco), significando "capim seco".

## Taxonomia e evolução
Pertence à família Leosauridae e é uma das 11 espécies do gênero Enyalius, que também ocorrem no Brasil, porém em outros biomas.
Apesar dos primeiros exemplares terem sido coletados em 1987, a espécie só foi descrita recentemente, em 2018, no detalhado artigo chamado “A New Species of Enyalius (Squamata, Leiosauridae) Endemic to the Brazilian Cerrado” publicado no periódico acadêmico Herpetologica, por diversos pesquisadores de diferentes instituições do Brasil (Universidade de Brasília-UnB, Universidade Federal do Mato Grosso-UFMT, Universidade Estadual Paulista-UEP, Universidade Católica de Brasília-UCB e Instituto Federal do Piauí-IFP). O estudo aborda, além da descrição dessa espécie, estudos e dados genéticos, moleculares e morfológicos que analisam e diferem as demais espécies do gênero Enyalius.
Os outros lagartos desse gênero possuem características morfológicas semelhantes, porém diferem de E. capetinga principalmente por variações na quantidade e formatos das escamas pelo corpo.
Acredita-se que Enyalius capetinga tenha divergido de um ancestral da Mata Atlântica que colonizou as florestas de galeria do Cerrado. A especiação pode ter ocorrido devido ao isolamento geográfico ou à adaptação ecológica. O resfriamento global e o aumento da aridez no final do Mioceno podem ter levado à fragmentação das florestas de galeria, resultando na diferenciação de E. capetinga.
A espécie é comumente confundida, e erroneamente identificada, com Enyalius bilineatus, uma outra espécie do gênero, nativa da Mata Atlântica, mas muito semelhante. Uma análise filogenética mostrou que Enyalius capetinga é uma espécie-irmã de Enyalius bilineatus, e que a divergência entre eles se estima que tenha ocorrido no final do Mioceno, há aproximadamente 6,86 milhões de anos.
Ela também pode ser confundida com Anolis brasiliensis, da qual difere por possuir uma fileira vertebral de escamas grandes (ausente em Anolis brasiliensis) e pela ausência de barbela na região do papo. (1)

## Distribuição e Habitat
A distribuição de Enyalius capetinga está associada a uma região específica do Cerrado brasileiro. Esse bioma abrange uma vasta área que se estende por diversos estados, incluindo Goiás, Distrito Federal, Minas Gerais, e partes de São Paulo e Mato Grosso do Sul. Dentro dessa região, a espécie é restrita a áreas com condições climáticas específicas, que favorecem a sua manutenção. O clima na região onde o Enyalius capetinga ocorre é do tipo Aw, segundo a classificação de Köppen, ou seja, um clima tropical com uma estação seca e fria entre maio e setembro e uma estação chuvosa e quente de outubro a abril. A precipitação média anual nessas áreas é de aproximadamente 1.540,6 mm, com cerca de 91% dessa chuva ocorrendo durante a estação chuvosa.
É importante notar que, embora o Enyalius capetinga seja uma espécie com uma distribuição restrita no Cerrado, sua adaptação a ambientes úmidos e à vegetação de mata de galeria garante que ela consiga sobreviver em determinadas zonas do bioma, como as próximas a rios e córregos. Essa distribuição também está diretamente ligada à sua estratégia alimentar, que depende de uma quantidade considerável de insetos e outros artrópodes disponíveis em ambientes mais úmidos.
É uma espécie que prefere habitats com vegetação densa, especialmente locais com árvores e arbustos que oferecem a possibilidade de se esconder e caçar com eficácia. Esse lagarto pode ser encontrado tanto em troncos e galhos de árvores quanto no solo, mas geralmente em áreas mais sombreadas, como bordas de rios e em regiões mais úmidas do Cerrado. O comportamento arbóreo da espécie é notável, já que ela frequentemente se empoleira em galhos de árvores a uma altura de até 2 metros, utilizando-se de sua excelente camuflagem para evitar predadores.

## Descrição
O corpo é cilíndrico e delgado, com membros e cauda longos, coberto por escamas. O comprimento médio do corpo varia de 2,5 a 8 centímetros, e a cauda fina pode ultrapassar os 20cm. É relativamente leve comparando com outros calangos e com o tamanho do seu corpo, pesando uma média de 8 gramas, porém pode variar de 1g quando filhote a até mais de 20g sendo um indivíduo adulto com maior porte. Possuem dedos longos, principalmente nas patas traseiras, adaptados para escalar árvores, já que possuem hábito semiarborícola. Não fazem autotomia caudal. 
Quanto à coloração, o dorso é marrom ou cinza uniforme e pode apresentar diferentes padrões de cores que podem variar entre os sexos (e também entre as espécies). Essa espécie possui 4 padrões: (1) losangos dorsais ao longo da linha vertebral; (2) círculos laterais amarelos; (3) barras laterais; e (4) listras paravertebrais brancas.
Há dimorfismo sexual na espécie relacionado ao tamanho corporal e tamanho da cauda: machos podem apresentar tamanhos levemente maiores em ambos. Apesar de ser um pouco frequente encontrar uma certa combinação de padrão de cor em machos e outro tipo em fêmeas, não há um padrão de coloração exclusivo para cada sexo.A espécie é comumente confundida com Enyalius bilineatus e Anolis brasiliensis, por possuir características físicas semelhantes, porém E. capetinga se diferencia destas na quantidade e formato das escamas e em algumas estruturas físicas, respectivamente.

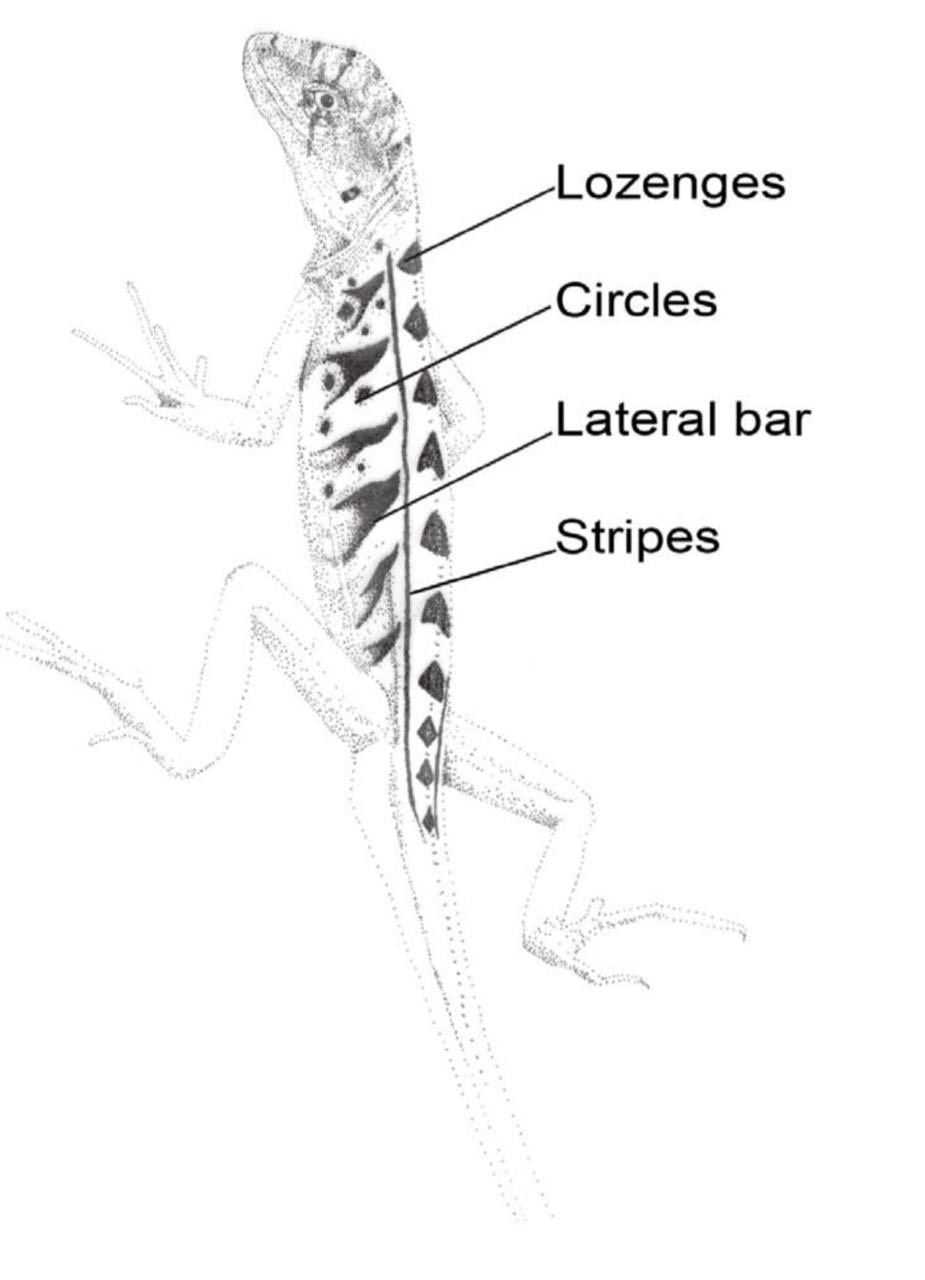
Ilustração dorso Enyalius Capetinga

## Comportamento e ecologia
Enyalius capetinga é uma espécie diurna, ativa ao longo de todo o dia, que passa a maior parte do tempo imóvel. Prefere ambientes úmidos e com maior precipitação pluviométrica (ombrófilos), e apresenta uma temperatura corporal média de 25 °C. Os indivíduos podem ser encontrados no tronco ou em galhos de árvores e arbustos, geralmente a menos de 2 metros de altura, e também no solo, preferindo áreas mais sombreadas. Sua camuflagem é eficiente quando está empoleirado em pequenos arbustos, pois escolhe galhos com diâmetro semelhante ao tamanho de seu corpo. Quando se sente ameaçado, ele pressiona o corpo contra o substrato e pode se mover buscando se afastar ou se esconder do observador.

### Dieta
Sabe-se que são animais insetívoros, com a dieta baseada principalmente em grilos, gafanhotos, besouros e formigas.
Ainda não se tem muitos estudos sobre a dieta desses animais e nem sobre os métodos de forrageamento.

### Reprodução e ciclo de vida
A estação reprodutiva ocorre de setembro a fevereiro. São animais ovíparos, com ninhadas de geralmente 4 ovos e os filhotes nascem com cerca de 2,5cm de comprimento corporal. Pouco se sabe sobre a reprodução desta espécie.
Não há informações publicadas sobre a longevidade nem tempo de gestação. 

## Conservação
Segundo o Centro Nacional de Pesquisa e Conservação de Répteis e Anfíbios – RAN/ICMBio, quanto à avaliação do risco de extinção das espécies da herpetofauna, o Enyalius Capetinga é considerado vulnerável segundo a categoria nacional de ameaça. 
As populações conhecidas de Enyalius capetinga estão todas enfrentando algum grau de ameaça. Embora as populações no Distrito Federal estejam localizadas em áreas protegidas, elas enfrentam pressões cada vez maiores, como o isolamento completo dessas áreas devido à expansão urbana, o que resulta no aumento das perturbações ecológicas, como incêndios, poluição, mudanças climáticas locais, exploração madeireira e a presença de espécies invasoras. Fora das áreas protegidas (como em Paracatu e Unaí), esses problemas são intensificados pela rápida conversão dos habitats naturais do Cerrado em plantações e pastagens, além das recentes mudanças no Código Florestal Brasileiro, que diminuem a proteção das matas de galeria. O futuro de E. capetinga e de muitas outras espécies endêmicas do Cerrado, que dependem das florestas de galeria, parece incerto. Por isso, é essencial compreender a biologia e a história evolutiva dessas espécies, para fornecer uma base mais sólida para a conservação, tanto em termos taxonômicos quanto ecológicos.